# Білі люди не вміють стрибати
Білі люди не вміють стрибати (англ. White Men Can't Jump) — американський спортивний комедійно-драматичний фільм 1992 року, сценарист та режисер Рон Шелтон. У ньому зіграли Веслі Снайпс і Вуді Гаррелсон, які виконали ролі вуличних гравців з стрітболу. Фільм був випущений у США 27 березня 1992 року 20th Century Fox.

## Сюжет
Біллі Хойл - колишній баскетболіст команди коледжу, який заробляє собі на життя вуличними аферами щодо гри в стрітбол, які ґрунтуються на уявленні, що білі не вміють грати в баскетбол. Біллі просто дозволяє своїм опонентам, більшість з яких є чорними, повірити у те, що вони мають природну перевагу над ним через його расу та стиль одягу. Один з таких гравців - Сідні Дін, талановитий, але зухвалий хлопець, якого Біллі двічі обігрує, один раз у командній грі, а пізніше в грі один на один на гроші.
Біллі та його пуерто-риканська подруга Глорія Клементе, переховуються від мафіозі через ігровий борг. Мрією Глорії є стати учасницею телевізійного шоу Jeopardy! і виграти грошовий приз. Сідні хоче придбати будинок для своєї родини за межами криміногенного мікрорайону Балдвін-Віллідж. Він пропонує ділове партнерство з Біллі, і вони спонукають інших гравців, вибрати Біллі як товариша по команді Сідні. Спочатку їх система дуже успішна, але коли вони несподівано програють гру, виявляється, що Сідні двічі обманув Біллі, навмисне граючи погано, щоб помститися за його попередні програші та заробити гроші на цьому з іншими гравцями. Біллі програє 1700 доларів групі друзів Сідні.
Глорія, яка хоче, щоб Біллі знайшов стабільну роботу, гнівається на Біллі за те, що він знову програв гроші, але розуміє, що його обманули після того, як Біллі розповідає, як це сталося. Вони заходять до квартири Сідні де той сидить з їх колишніми противниками по грі. Дружина Сідні Ронда і Глорія домовляються, що Сідні та Біллі об'єднаються для участі у великому турнірі "два на два" і поділять виграш. Незважаючи на постійні сварки, Сідні і Біллі виграють турнір і головний приз у 5000 доларів, багато в чому завдяки здатності Біллі порушити концентрацію опонентів. Сідні задоволений результатом, але він не може не знущатися над Біллі з приводу його нездатності робити слем-данк.
Біллі наполягає на тому, що він справді може робити слем-данк, і після того, як Сідні явно не погоджується, Біллі пропонує зробити ставку на свою частку в 5000 доларів з виграшу. Сідні дає йому три шанси, кажучи йому, що "білі люди не вміють стрибати", але Біллі не вдається і втрачає свою частку виграшу. Коли він каже про це Глорії, вона покидає його. В розпачі повернути її, Біллі їде до Сідні за допомогою. Сідні каже, що у нього є друг, який працює охоронцем на телестудії, яка виробляє шоу Jeopardy! Друг, Роберт, погоджується використати свої зв'язки, щоб Глорія взяла участь у шоу, якщо Біллі може зробити дальній кидок за пів ігрового поля, що він і робить. Спочатку Глорії попадаються спортивні питання, а далі йде її улюблена категорія "Продукти, які починаються з літери Q". Таким чином вона виграє 14 100 доларів.
Біллі співає Глорії пісню, яку він склав, і повертає її назад. Глорія очікує, що Біллі влаштується на стабільну роботу, але Сідні повідомляє йому, що на майданчику у центрі міста грають дві легенди  "Король" і "Качка". Сідні просить Біллі стати напарником у грі проти них, і Біллі з ентузіазмом погоджується, пропонуючи пограти свою частку виграшу Глорії. Глорія попереджає, що вона покине Біллі  незалежно від результату гри, якщо він візьме у ній участь. Біллі, відчуває , що він зобов'язаний Сідні за те, що Глорія взяла участь у шоу тому погоджується на гру. Вони виграють гру із заключним слем-данком у виконанні Біллі після паса на кільце від Сідні.
Повернувшись додому щасливим оскільки подвоїв ставку, яку Глорія дала йому зі свого виграшу, Біллі  виявивляє, що Глорія дотримала свого слова і назавжди покинула його. Гангстери, які шукали Біллі, відстежують його, і він розплачується з боргами. Тоді Біллі просить Сідні влаштувати його на справжню роботою, а Сідні каже, що Біллі та Глорії може бути краще один без одного. Фільм закінчується, коли Біллі і Сідні  повертаються на майданчик, де вперше зустрілися, щоб грати в гру один на один, але цього разу як друзі.

## У ролях
- Веслі Снайпс — Сідні Дін
- Вуді Гаррельсон — Біллі Хойла
- Розі Перес —Глорія Клементе
- Тіра Феррелл —Ронда Дін
- Цілк Козарт —Роберт
- Кадім Хардісон —молодший
- Ернест Гарден-молодший —Джордж
- Найджел Мігель — Дуайт "Політ" Макгі
- Фріман Вільямс — "Качка" Джонсон
- Луї Прайс — Едді "Король" Фару
- Маркес Джонсон —Реймонд
- Алекс Требек грає сам себе
- Дуейн Мартін —Віллі Льюїс

## Зйомки
На посаду тренера з баскетболу фільму найняли Боба Ланьє (зірку НБА). Він був вражений  грою Гаррельсона та Снайпса, вважавши, що обидва досягли високого рівня майстерності.
Оригінальну музичну саундтрек та пісню "If I Lose" склав саксофоніст та композитор Бенні Уоллес.
Музичний квінтет R&B Riff записав пісню та відеокліп під назвою "White Men Can't Jump" до фільму, в якому взяли участь головні герої фільму.
Частина противників головних героїв у фільмі були зірками НБА (Маркес Джонсон, Фріман Вільямс, Гарі Пейтон.
Категорія "Продукти харчування, що починаються з літери" Q ", була ігровою категорією в жовтні 1997 року в епізоді Jeopardy! 
Існує відеоігра за мотивами фільму для консолі Atari Jaguar.

## Саундтреки
Два саундтреки були випущені Capitol Records, перший, White Men Can't Jump був випущений 24 березня 1992 року і складався здебільшого з R&B, другий, White Men Can't Rap вийшов 7 квітня 1992 року і повністю складався з хіп хопу.

## Збори
Фільм зібрав $ 14,711,124 у 1923 кінотеатрах, загальні збори - 76 253 806 доларів США та 90 753 806 доларів США у всьому світі , посів 16 місце за зборами 1992 року.

## Рецензія
Фільм отримав позитивні відгуки. Rotten Tomatoes дає фільму рейтинг 76% на основі 54 оглядів та середній рейтинг 6,8/10. Консенсус сайту зазначає: "Білі люди не вміють стрибати забезпечують нове сприйняття жанру спортивної комедії, з розумним сценарієм та харизматичним тріо головних героїв".
Роджер Еберт із "Чиказького Сан-Таймза" дав фільму три з половиною зірки, сказавши, що це "не просто баскетбольний фільм", похваливши Рона Шелтона за те, що він "знав своїх героїв". Джанет Маслін з "Нью-Йорк Таймс" похвалила Веслі Снайпса за його "смішну, розумну гру з душею". Фільм є одним з улюблених у режисера Стенлі Кубрика.

## Схвальні відгуки
Фільм був номінований Американським інститутом кіно до списку 10 найкращих американських фільмів у 10 класичних жанрах за версією AFI.

## Римейк
У січні 2017 року було оголошено, що Кенія Барріс розробляє римейк фільму  з зіркою НБА Блейком Гріффіном та гравцем NFL Райаном Калілом.